# Balfour (Karolina Północna)
Balfour – jednostka osadnicza w Stanach Zjednoczonych, w stanie Karolina Północna, w hrabstwie Henderson.